# 永康江

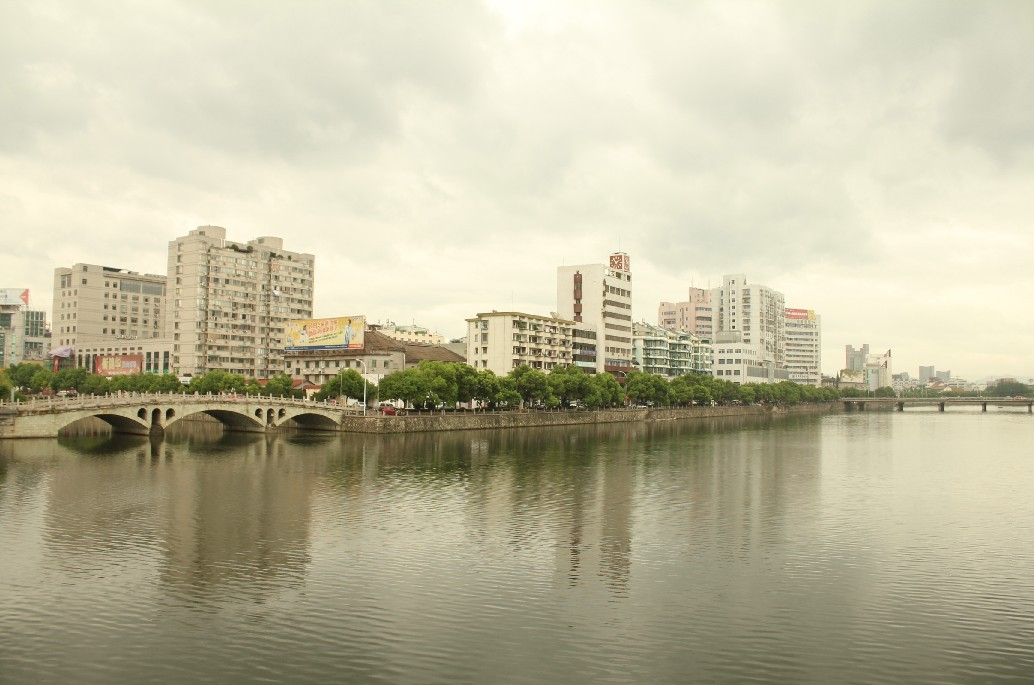
图中左为华溪，右为南溪，交汇后称永康江

永康江是流经中国浙江省永康市的一条河流，是钱塘江的支流。

## 概述
南溪与华溪在永康市区交汇后称永康江。永康江干流长11公里，河床宽度为120-300米，流域面积871.01平方公里，平均流量为30.15立方米每秒。永康江西流至武义县境内纳入熟溪后称武义江，后汇入金华江，而后流入钱塘江。

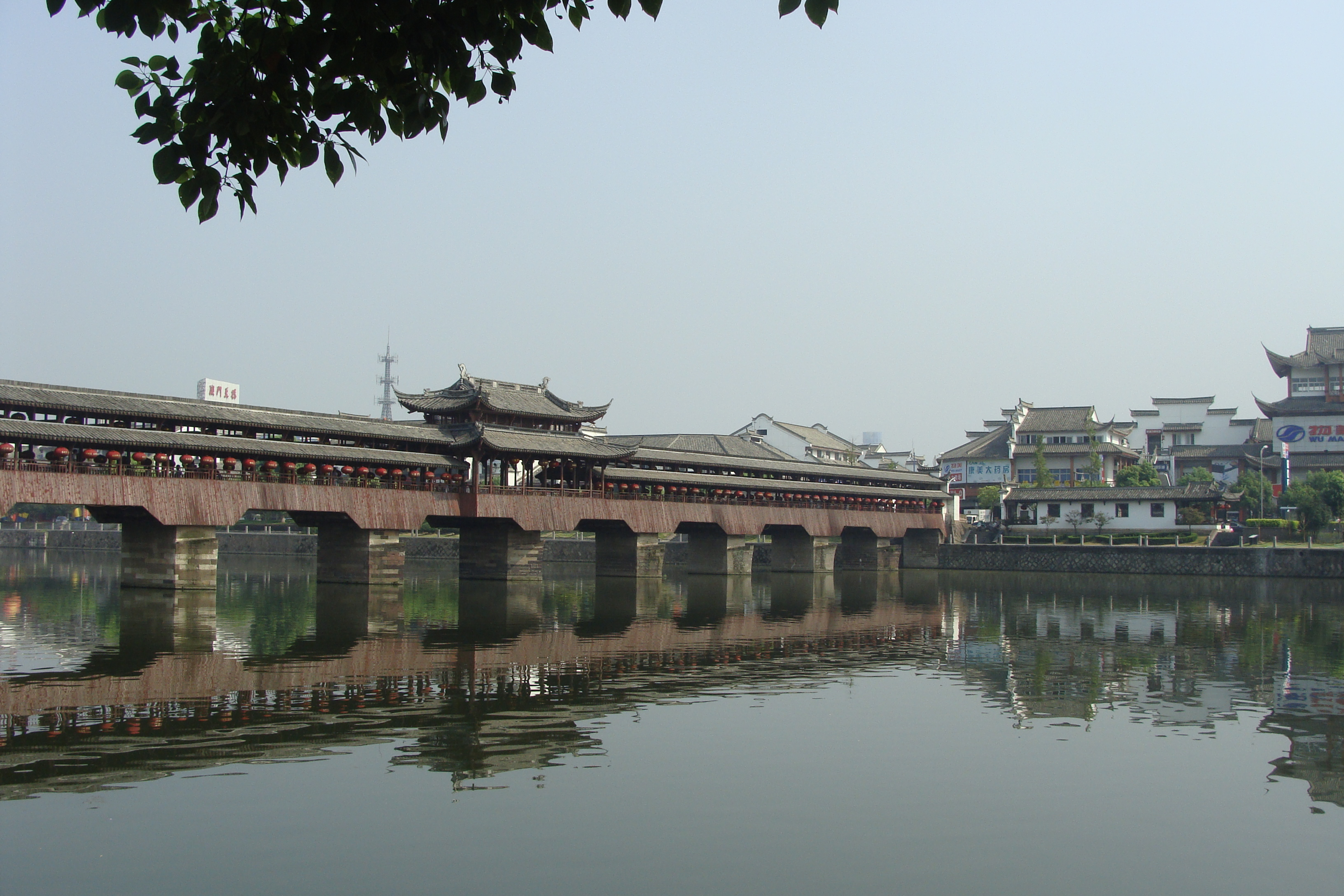
永康江上的浙江省省级文物保护单位——西津桥